# قتل جاسویندر کائور سیدهو
جاسویندر کائور «جاسی» سیدهو (۴ اوت ۱۹۷۵–۸ ژوئن ۲۰۰۰) یک آرایشگر هندی-کانادایی بود که پس از سفر از بریتیش کلمبیا، کانادا، در نزدیکی روستاهای کاونکه و خوسا در لودهیانا، پنجاب، در یک قتل ناموسی به کشته رسید. او به دستور مادرش، مالکیات کائور سیدهو، و عمویش، سورجیت سینگ بادشا، به عنوان مجازات ازدواج پنهانی‌اش ربوده، شکنجه و کشته شد.
جاسی با کمک پلیس سواره‌نظام سلطنتی کانادا که او را از محل اقامتش اسکورت می‌کردند، از حبس خانوادگی فرار کرد. او از یکی از دوستانش پول گرفت تا بلیط هواپیما بخرد و در ۱۲ مه ۲۰۰۰ برای پیوستن به سوخویندر به هند پرواز کرد. در ۸ ژوئن، جاسی و سوخویندر توسط آدمکش‌هایی که توسط عمویش استخدام شده بودند، ربوده شدند. سوخویندر به شدت مورد ضرب و شتم قرار گرفت، در حالی که جاسی به یک مزرعه متروکه منتقل شد و متعاقباً در آنجا به قتل رسید. در ۹ ژوئن ۲۰۰۰، جسد او در یک کانال آبیاری در ۴۵ کیلومتری (۲۸ مایلی) کائونکه خوسا پیدا شد. گلوی او بریده شده بود. تحقیقات پلیس هند نشان داد که قاتلان از طریق تلفن با مادر و عمویش در تماس بوده‌اند و مشخص شد که دستور قتل جاسی توسط مادرش داده شده است. مادر و عمویش در ۶ ژانویه ۲۰۱۲ دستگیر شدند.
در نتیجه تحقیقات گسترده بازرس سواران سینگ، افراد مسلح محلی که در این قتل دست داشتند، دستگیر، محاکمه و محکوم شدند. تلاش‌هایی برای استرداد مالکیات کائور سیدهو و سورجیت سینگ بادشا از کانادا به هند برای محاکمه انجام شد، اما این روند به دلیل رویه دادگاه بریتیش کلمبیا و قوانین استرداد کانادا متوقف شد. وقتی در آن زمان برای کسب اطلاعات تحت فشار قرار گرفتند، پلیس سواره نظام سلطنتی کانادا، وزارت امور خارجه کانادا و وزارت دادگستری اظهار داشتند که پرونده همچنان فعال است و استرداد همچنان در حال بررسی است.
پس از یک دهه تحقیق، مادر و عموی جاسی در ۶ ژانویه ۲۰۱۲ - تقریباً دوازده سال پس از قتل جاسی - توسط پلیس سلطنتی کانادا دستگیر شدند.
دارشان سینگ سیدهو، یکی از مردانی که پیش از این به جرم قتل جسی محکوم شده بود اما بعداً پس از تجدیدنظرخواهی در هند تبرئه شد، در سال ۲۰۰۸ اقامت دائم کانادا را دریافت کرد، در حالی که در درخواست مهاجرت خود در مورد وضعیت کیفری خود دروغ گفته بود. او بعداً پس از آشکار شدن گذشته جنایی‌اش، در کانادا غیرقابل قبول اعلام شد.
داستان جسی و سوخویندر موضوع فیلم تلویزیونی «قتل آشکار شده» است. وب‌سایت دادخواستی با عنوان «عدالت برای جسی» که داستان او را بایگانی کرده و به احقاق عدالت برای او اختصاص دارد، توسط هزاران نفر در سراسر جهان امضا شده است. کتابی با همین نام، «عدالت برای جسی»، نوشتهٔ «پرایون»، از معاون سردبیر، فابیان داوسون، خبرنگار ویژه تریبون، جوپیندرجیت سینگ و ناشر پست آسیای جنوبی، هاربیندر سواک، در پایان سال ۲۰۱۱، درست قبل از اینکه مادر و عمویش متهم شوند، منتشر شد. این پرونده قتل همچنین در برنامه «قتل جاسی: فرار از عدالت (۲۰۱۲)» از سی‌بی‌سی تله‌ویژن در برنامه «ملک پنجم» نمایش داده شد. این پرونده توسط برنامه ویژه «عشق ممنوعه» از شبکه ان‌بی‌سی بنام خط تاریخ در ۲۷ اوت ۲۰۰۲ پوشش داده شد.
فیلم سینمایی «جاسی عزیز»، ساخته تارسم سینگ، دربارهٔ این حادثه، برای اولین بار در جشنواره بین‌المللی فیلم تورنتو ۲۰۲۳ به نمایش درآمد و در برنامه جایزه پلتفرم برنده شد.